# Viva Quebec libre

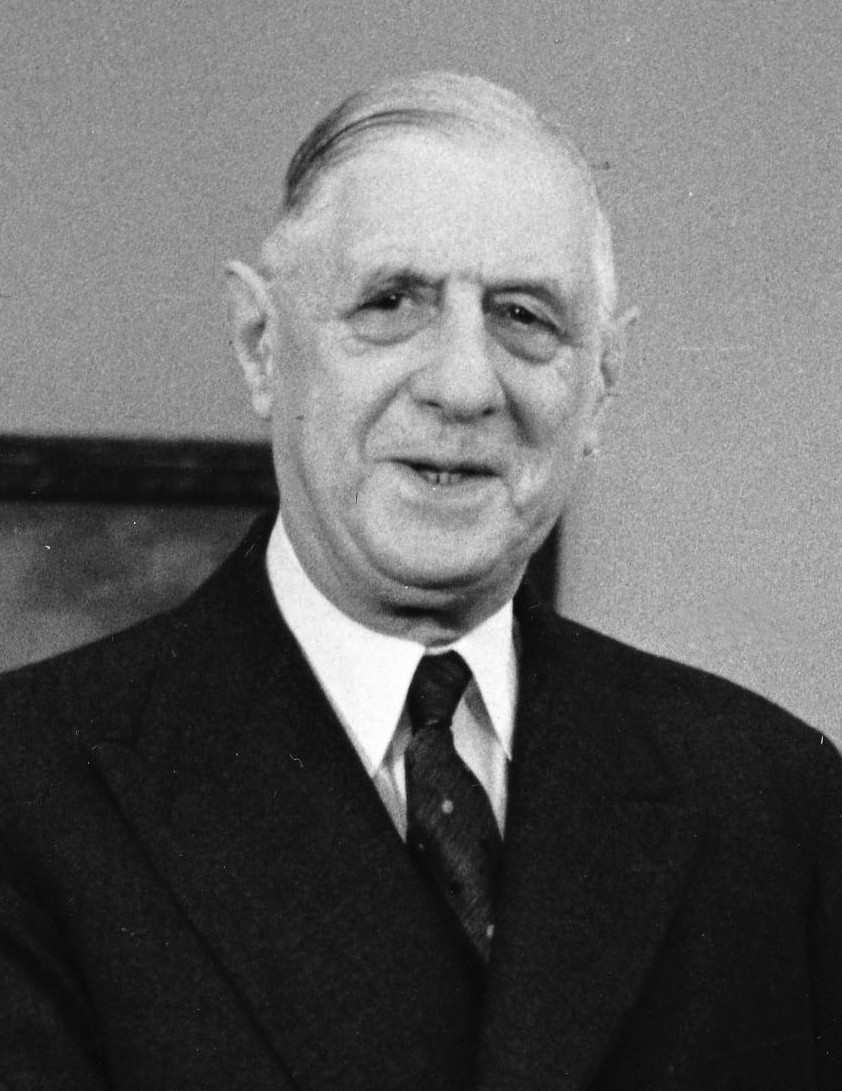
Charles de Gaulle en 1963

Viva Quebec libre (originalmente en francés: Vive le Québec libre !) fue una controvertida frase de un discurso pronunciado por el presidente de Francia Charles de Gaulle el 24 de julio de 1967 durante una visita oficial a Canadá con el pretexto de asistir a la Exposición Universal de 1967 que se celebraba en Montreal (Quebec). 
Mientras se dirigía a una gran multitud desde un balcón del ayuntamiento de Montreal, pronunció «¡Viva Montreal! ¡Viva Quebec!» (Vive Montréal ! Vive le Québec !) y luego añadió, seguido de fuertes aplausos, «¡Viva Quebec libre!» (Vive le Québec libre !). La frase, un eslogan utilizado por los quebequeses partidarios de la independencia de Quebec, y el uso que de Gaulle hizo de ella fue percibido como un apoyo al movimiento. 
El discurso provocó un incidente diplomático con el gobierno de Canadá y fue condenado por el primer ministro Lester B. Pearson, diciendo que "los canadienses no necesitan ser liberados". En Francia, aunque muchos simpatizaban con la causa del nacionalismo en Quebec, el discurso dado por de Gaulle fue criticado como una violación del protocolo. 

## Contexto
Incluso antes de su llegada, el gobierno federal canadiense estaba preocupado por la visita del presidente de Gaulle. A principios de ese año, el gobierno francés no había enviado un representante de alto nivel al funeral del gobernador general Georges Vanier, lo que atrajo la atención en Canadá, ya que Vanier y su esposa, Pauline, habían sido amigos personales de De Gaulle desde 1940, cuando este se encontraba exiliado en Londres. En abril, De Gaulle no asistió a las ceremonias del cincuenta aniversario de la victoria canadiense en la batalla de Vimy. El gobierno de Pearson estaba tan preocupado por la posible interferencia de Francia en los asuntos internos que el secretario de Estado de Asuntos Exteriores, Paul Martin Sr., fue enviado a visitar a de Gaulle en París para reparar la relación entre los dos países. El diario Montreal Gazette especuló, 45 años después del incidente, que de Gaulle todavía estaba molesto por un aparente desaire del primer ministro canadiense de la Segunda Guerra Mundial, Mackenzie King, por el lento reconocimiento del nuevo gobierno francés a finales del verano de 1944.
En la primavera de 1966, en el marco de los protocolos diplomáticos de la Exposición de 1967, de Gaulle y todos los líderes mundiales cuyos países tenían presencia en la feria fueron invitados a visitar Canadá durante la primavera y el verano de 1967. Unos meses más tarde, el primer ministro de Quebec, Daniel Johnson, envió también a de Gaulle una invitación separada para visitar Quebec. De Gaulle, como jefe de Estado visitante, debería haber llegado a la capital canadiense de Ottawa, como marcaba el protocolo convencional. En cambio, se tomó el tiempo de navegar en el buque insignia de la marina francesa en el Mediterráneo, el crucero Colbert, para poder llegar a la Ciudad de Quebec, la capital de la provincia de Quebec. Allí, de Gaulle fue aclamado con entusiasmo, mientras que el nuevo gobernador general, Roland Michener, fue abucheado por la misma multitud cuando se tocó el saludo virreinal a su llegada. En su discurso, de Gaulle habló de la "evolución" de los lazos de su país con Quebec, insinuando su apoyo a la independencia de Quebec.

## Discurso

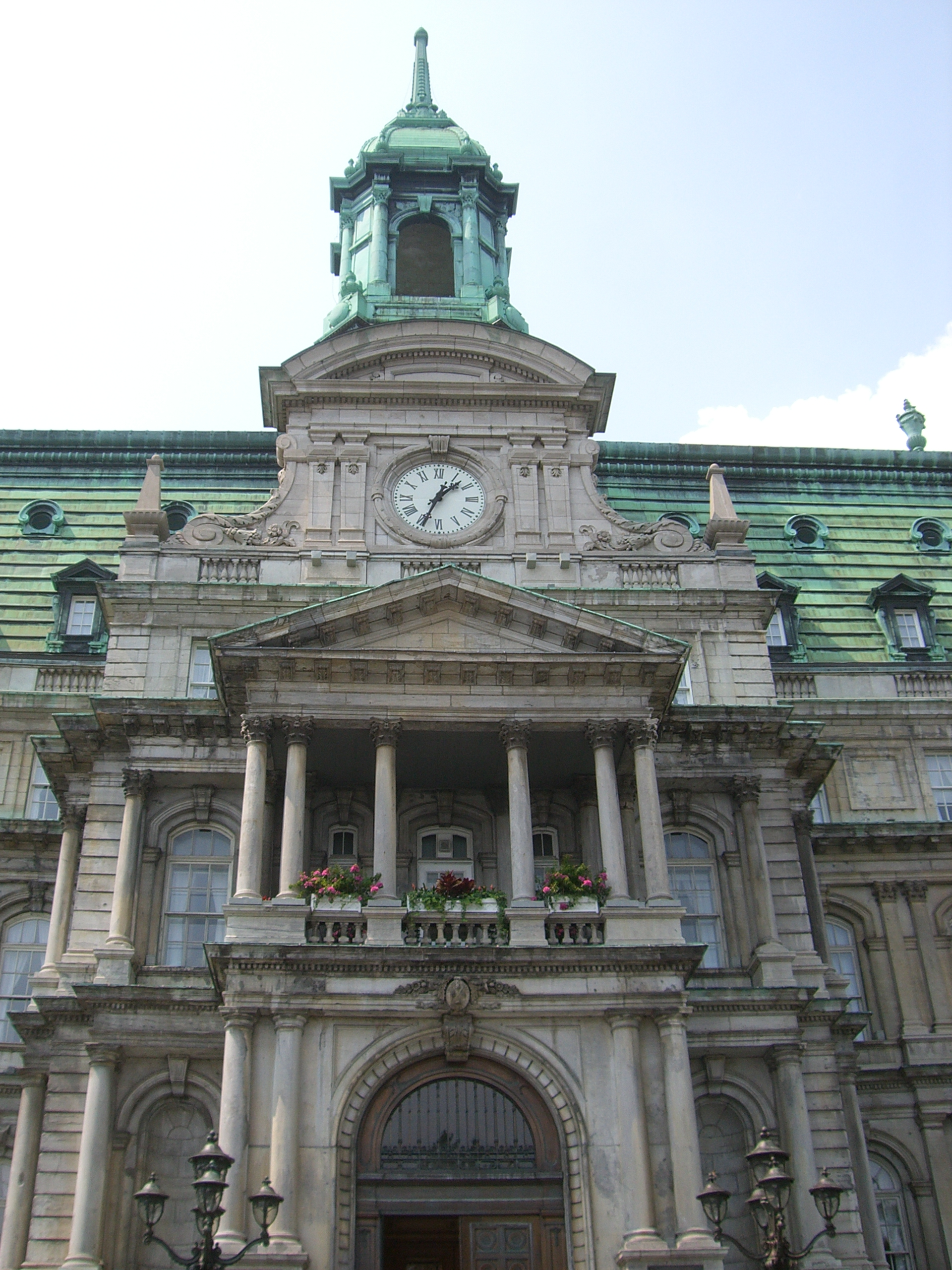
Balcón del ayuntamiento de Montreal, desde donde De Gaulle pronunció su discurso

El 15 de julio, antes de embarcar en el Colbert, de Gaulle le dijo a Xavier Deniau: "Me oirán allí, ¡hará olas!". También le confió a su yerno, el general Alain de Boissieu: "Voy a dar un gran golpe. Va a doler, pero tengo que hacerlo. Esta es la última oportunidad de reparar la cobardía de Francia...". De Gaulle se refería a lo que consideraba como el abandono de 70 000 colonos franceses en favor de los británicos después de que Francia fuera derrotada en 1764 en el contexto de la Guerra franco-india, teatro norteamericano de la Guerra de los Siete Años.
El 24 de julio, de Gaulle llegó a Montreal y fue conducido por el Chemin du Roy hasta el Ayuntamiento de Montreal, donde esperaban el alcalde Jean Drapeau y el primer ministro Johnson. De Gaulle no tenía previsto hablar esa noche, pero la multitud le gritó; se lo dijo a Drapeau: "Tengo que hablar con la gente que me llama". Según varias entrevistas personales con altos funcionarios franceses, así como los documentos que descubrió el académico Dale C. Thomson, la declaración de De Gaulle estaba planeada, y que la utilizó cuando se presentó la oportunidad.
De Gaulle salió al balcón para dar un breve discurso a las masas reunidas que también fue transmitido en vivo por radio. En su discurso comentó que su paseo por las orillas del río San Lorenzo, bordeado por una multitud que lo aclamaba, le recordaba su triunfante regreso a París después de la liberación de la Alemania nazi. El discurso parecía concluir con las palabras ¡Viva Montreal! ¡Viva Quebec! (Vive Montréal ! Vive le Québec !), pero luego añadió, "¡Viva Quebec libre! ¡Viva!, ¡viva!, ¡viva el Canadá francés! ¡Y viva Francia! (Vive le Québec libre ! Vive, vive, vive le Canada français ! Et vive la France !), tras lo cual la multitud rugió con aprobación, especialmente después de escuchar "¡Viva Quebec libre!". 

## Reacciones
Esta declaración, procedente del jefe de Estado francés, se consideró una grave violación del protocolo diplomático, que envalentonó al movimiento soberanista de Quebec y produjo tensiones entre los dirigentes de ambos países. La reacción de la multitud a la frase de De Gaulle fue emotiva y ha sido descrita como frenética, pero desató la controversia con los anglocanadienses, ya que muchos estaban indignados por la amenaza implícita a la integridad territorial de Canadá. El primer ministro canadiense Lester B. Pearson reprendió a De Gaulle con una declaración oficial, entregada a la embajada de Francia el 25 de julio y leída en la televisión nacional esa noche. Pearson afirmó: "El pueblo de Canadá es libre. Todas las provincias de Canadá son libres. Los canadienses no necesitan ser liberados. De hecho, muchos miles de canadienses dieron sus vidas en dos guerras mundiales en la liberación de Francia y otros países europeos".
A continuación se produjo un alboroto mediático y diplomático que hizo que de Gaulle interrumpiera su visita a Canadá. Al día siguiente del discurso, de Gaulle visitó la Exposición y ofreció un banquete en el pabellón francés. El 26 de julio, en lugar de continuar su visita en Ottawa, donde estaba previsto que se reuniera con Pearson, decidió volver a Francia en un avión militar francés.
El recién nombrado ministro de justicia canadiense, Pierre Trudeau, se preguntó públicamente cuál habría sido la reacción francesa si un primer ministro canadiense gritara: "Bretaña para los bretones". De Gaulle no se dejó impresionar por Trudeau, diciendo: "No tenemos ni una concesión, ni siquiera una cortesía, que hacer al señor Trudeau, que es el enemigo del 'hecho francés' en Canadá"). De Gaulle también fue muy criticado por una gran parte de los medios de comunicación franceses por saltarse el protocolo internacional, en particular por Le Monde.
Mientras tanto, para los miembros del movimiento soberanista de Quebec, el discurso fue visto como un momento decisivo. Ocurrió poco después de la Revolución tranquila y, teniendo en cuenta el bajo nivel económico y político de los francocanadienses franceses en ese momento, el apoyo de un jefe de Estado extranjero parecía añadir credibilidad al movimiento a los ojos de muchos, incluyendo al futuro primer ministro de Quebec René Lévesque.
En el vuelo de regreso de Montreal, de Gaulle le dijo a René de Saint-Légier de la Saussaye -su consejero diplomático- que el acontecimiento era "un fenómeno histórico que tal vez era previsible pero que tomó una forma que sólo la propia situación podía determinar". Por supuesto, como muchos otros, podría haberme salido con algunos comentarios educados o acrobacias diplomáticas, pero cuando uno es el general De Gaulle, no se puede recurrir a tales expediciones. Lo que hice, tuve que hacerlo".
En 1969, de Gaulle visitó Bretaña y en Quimper, recitó un poema escrito por su tío (también llamado Charles de Gaulle) en bretón, expresando su devoción a la cultura bretona. El discurso, bien recibido por la multitud, siguió a una serie de ataques al nacionalismo bretón. Se le acusó de aplicar un doble rasero, por una parte, al exigir un Quebec "libre" debido a sus diferencias lingüísticas con el Canadá anglófono y, por otra, al oprimir el movimiento en Bretaña. Durante este discurso, respondió a las críticas afirmando que Bretaña era libre y había sido liberada por los bretones y otras fuerzas francesas durante la Liberación, recordándoles que la Resistencia fue más intensa en Bretaña que en cualquier otra parte de Francia y que muchos bretones se habían unido a las Fuerzas francesas libres.